# بیلیتسه (شهرستان سولنچین)
بیلیتسه (شهرستان سولنچین) (به لهستانی: Bielice) یک روستا در لهستان است که در گمینا توژم واقع شده‌است.